# Российская оккупация Луганской области
Луганская область является местом активных боевых действий в ходе российско-украинской войны с 2014 года. Большая часть региона к югу от реки Северский Донец, включая города Луганска, в течение 2014—2022 годов контролировалась непризнанной Луганской Народной Республикой. С началом полномасштабного вторжения в феврале 2022 года Вооруженные силы России совместно с военизированными формированиями ЛНР продвинулись на север области, взяв под контроль большую её часть за исключением плацдарма на западе области в районе городов Северодонецк — Лисичанск — Рубежное с марта по начало июля 2022 года.
3 июля украинские войска были вынуждены отступить из Лисичанска, ставшего последним крупным населенным пунктом Луганщины, который по состоянию на начало июля оставался подконтрольным правительству Украины.
По состоянию на середину августа под украинским контролем оставались два села Луганщины, вокруг которых ведутся бои.
К середине августа 2022 года по оккупированной области пока нет сообщений о пытках и казнях, подобных произошедшему в Буче под Киевом. В ходе оккупации Россия старается запугать и заставить молчать проукраински настроенное население, в то же время активировать поддержку России продвижением «русского мира» и советских символов.
Россия проводит политику насильственной русификации на оккупированных ею территориях области — в школах преподают только на русском языке даже в полностью украиноязычных населённых пунктах. Украинские учебники оказались под запретом, а желающие учиться на украинском вынуждены делать это втайне от оккупационных властей.

## История

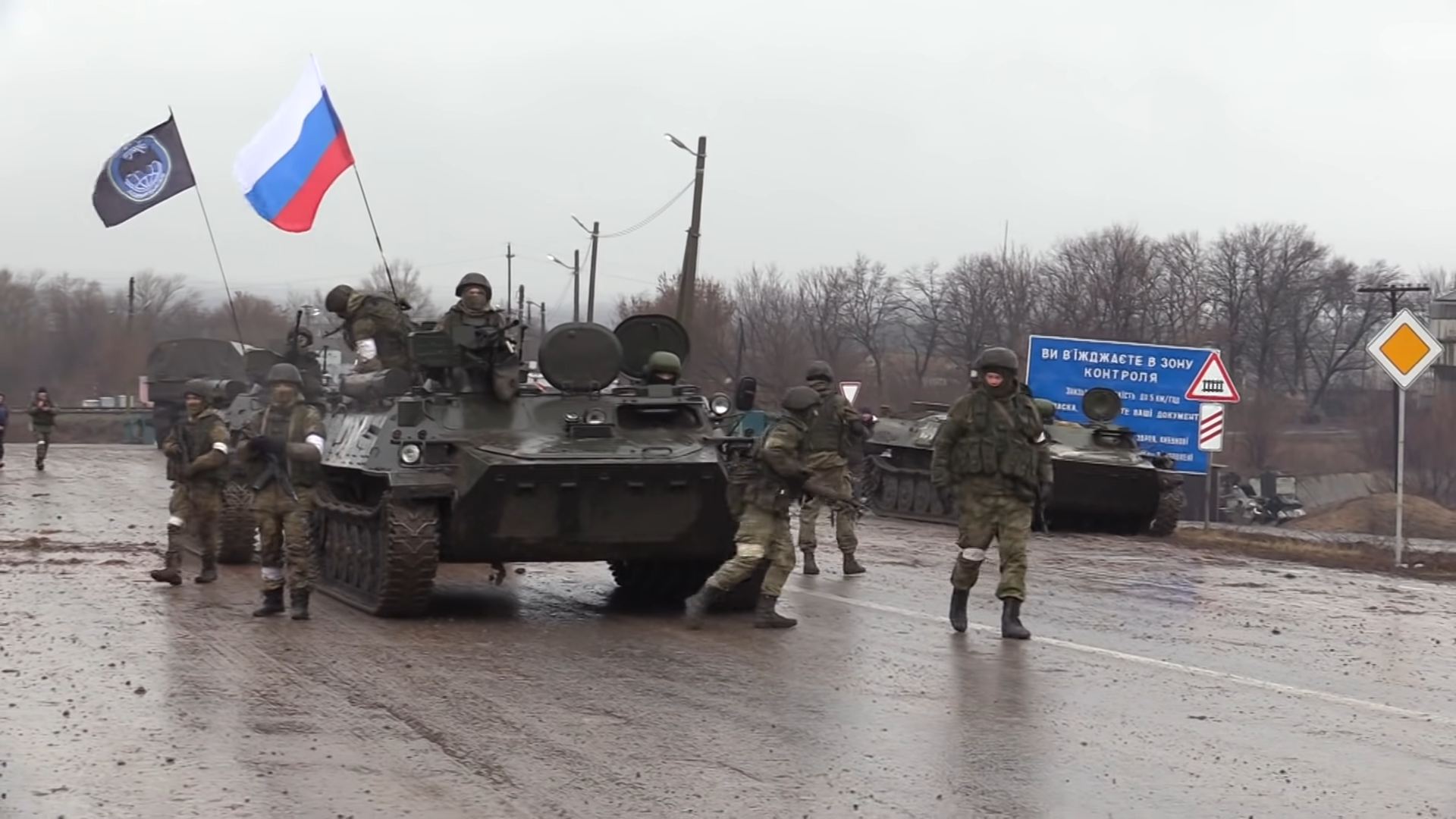
Российские войска в Новоайдаре в марте 2022 года

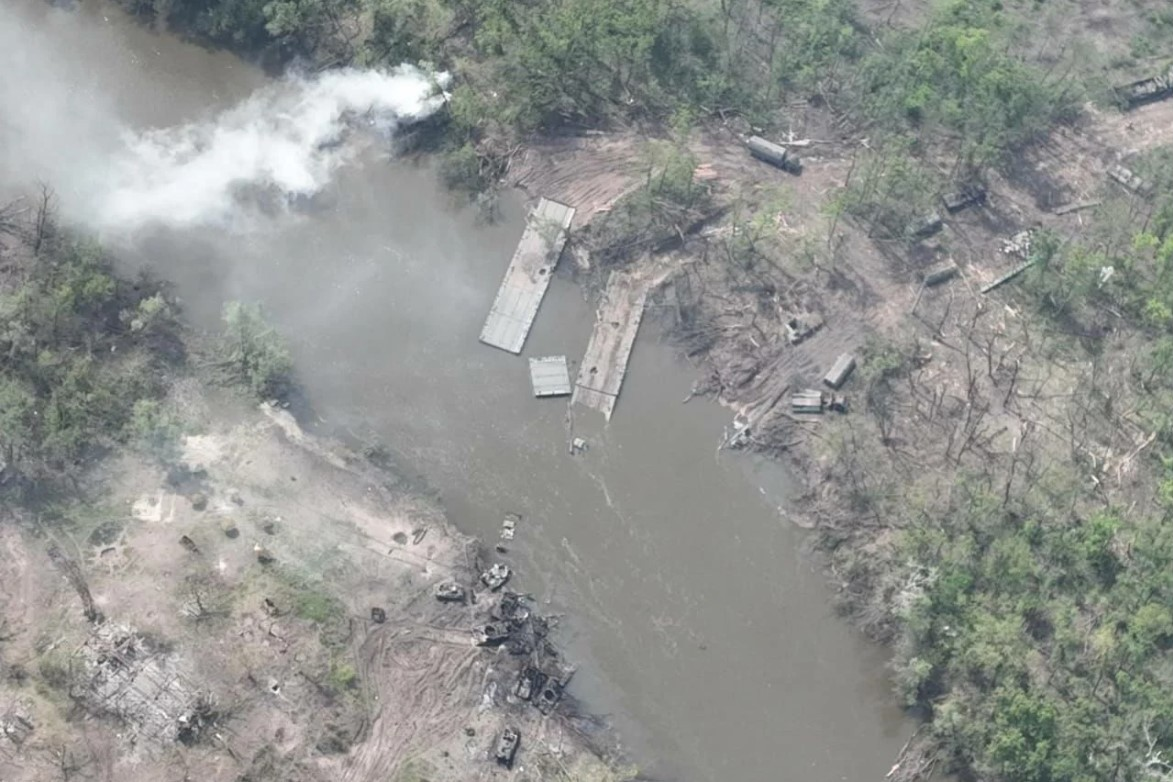
Разрушенная российская переправа через Северский Донец близ Белогоровки

По свидетельствам секретаря СНБО Алексея Данилова, сухопутное вторжение России на Украину началось около 3:40 24 февраля 2022 года на участке границы вблизи посёлка Меловое. Прорыв государственной границы произошёл по линии Красная Таловка — Городище — Меловое. В течение 24-25 февраля шли бои за Счастье и Станицу Луганскую, расположенные на линии разграничения на левом берегу Северского Донца, однако уже 26 февраля эти населённые пункты были заняты российскими войсками так же, как Крымское и Марковка на севере области.
В первые дни вторжения бои шли не только на линии разграничения с временно оккупированной частью Луганщины, но и в глубине области. Так, в частности, 24-25 февраля украинская армия вступила в бой с врагом под Беловодском, Новоайдаром, Старобельском. 2 марта Новоайдар и Старобельск были заняты российскими войсками, которые затем направились в восточном направлении и приблизились к Северодонецку. 28 февраля жители села Мостки Сватовского района сообщили, что в село зашли россияне, направившиеся в сторону Сватово, которое оккупировали 3 марта. Российские атаки сопровождались обстрелами населённых пунктов, а целями становились местные жители и объекты гражданской инфраструктуры.
По состоянию на 12 марта 70 % территории Луганской области уже находилось под контролем российских войск. Оборона украинских сил сосредоточилась на плацдарме на западе области в густонаселенном районе, где находится временный областной центр Северодонецк с близлежащими городами Лисичанск, Рубежное, Попасная, Горское, Кременная. 18 апреля Украина потеряла контроль над Кременной, 8 мая ВС РФ заняли Попасную, а 14 мая оккупировали Рубежное. Во время наступления российская армия наносила городам значительные разрушения артиллерией и авианалётами, уничтожая жилые дома и объекты гражданской инфраструктуры.

### Битва за Северодонецк

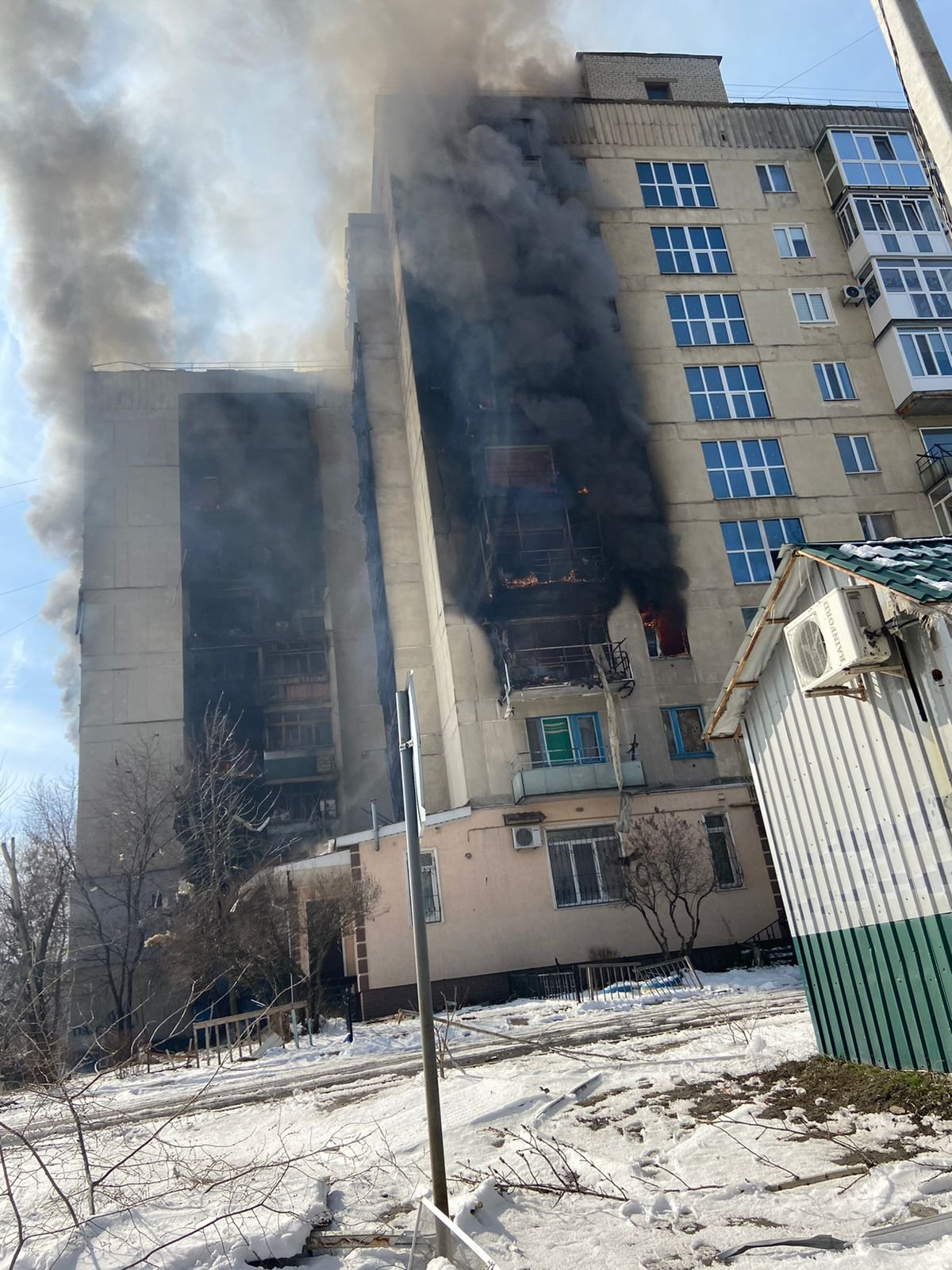
Жилые дома Северодонецка после обстрела 13 марта

С первых дней российского вторжения Северодонецк находился под обстрелами россиян. Первые столкновения произошли 2 марта, однако наступление россиян успеха не имело. В апреле-мае россияне сконцентрировали ресурсы на захвате населенных пунктов вокруг Северодонецка с последующим форсированием Северского Донца с целью окружения города и продвижения на правый берег в Лисичанск. В начале мая в Луганской и Донецкой областях россияне предприняли по меньшей мере 9 попыток форсировать реку, однако не смогли осуществить задуманное. При попытке форсирования под Белогоровкой 11 мая 17 ОТБр уничтожила по меньшей мере 80 единиц техники и 485 российских военных.
26 мая россияне вошли в город и начали уличные бои с украинскими защитниками. 1 июня россияне контролировали восточную часть города; глава Луганской ВГА Сергей Гайдай сообщил, что 70 % Северодонецка увлечены оккупантами. В начале июня ВСУ провели ряд успешных контратак в городе, временно установив контроль над половиной города; возможная цель контратаки заключалась в том, чтобы отвлечь основные российские силы на Северодонецк, ослабив их по другим направлениям. 14 июня стало известно, что 3 моста через Северский Донец, соединявших Северодонецк с Лисичанском разрушены, а защитники города вынуждены были отступить к промзоне и занять оборону на химическом комбинате «Азот».
В течение всего времени боев Северодонецк подвергался жестким артиллерийским обстрелам и авианалетам, неоднократно под атаками находился комбинат «Азот», где были уничтожены емкости и склады с химикатами. Во время обороны комбината более 500 гражданских лиц находились в бомбоубежищах предприятия, что не останавливало бомбардировку объекта россиянами. 24 июня россиянам удалось захватить Горное и Золотое южнее Северодонецка и Лисичанская, что привело к усилению атак на город и украинские подразделения были вынуждены покинуть промзону Северодонецка из-за угрозы окружения. В дальнейшем россияне закрепились в городках-сателлитах Северодонецка на левом берегу Донца: Сиротином, Боровском и Вороновом.

### Битва за Лисичанск

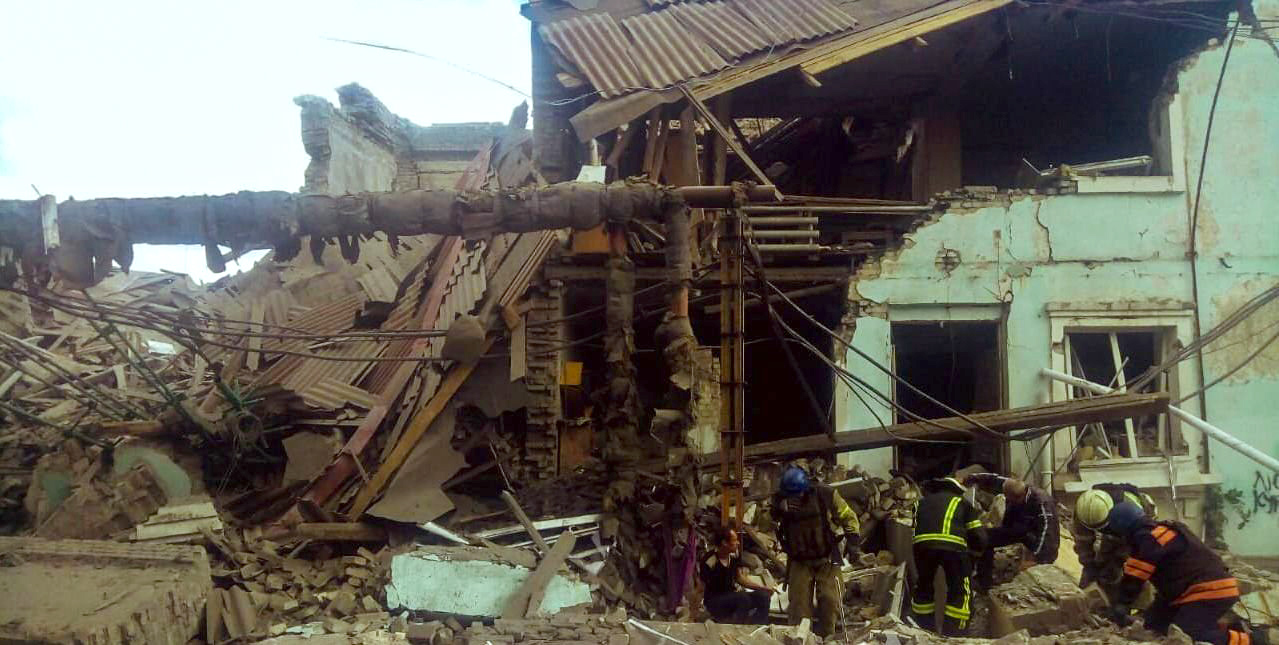
Лисичанск после авиаудара 16 июня 2022 года

Лисичанск имел стратегическое значение для российской армии в контексте дальнейшего наступления на север Донецкой области. Ключевым фактором в битве за Северодонецк и Лисичанск является контроль над трассой Т 1302, которая соединяет Лисичанск с Бахмутом и является путем снабжения украинских подразделений в Луганской области.
В конце июня россияне заняли ряд деревень: Тошковку, Мирную Долину, Подлесное, Устиновку. Это наступление дало возможность российской армии оккупировать Золотое и Горное, а также атаковать Лисичанск с южного направления.

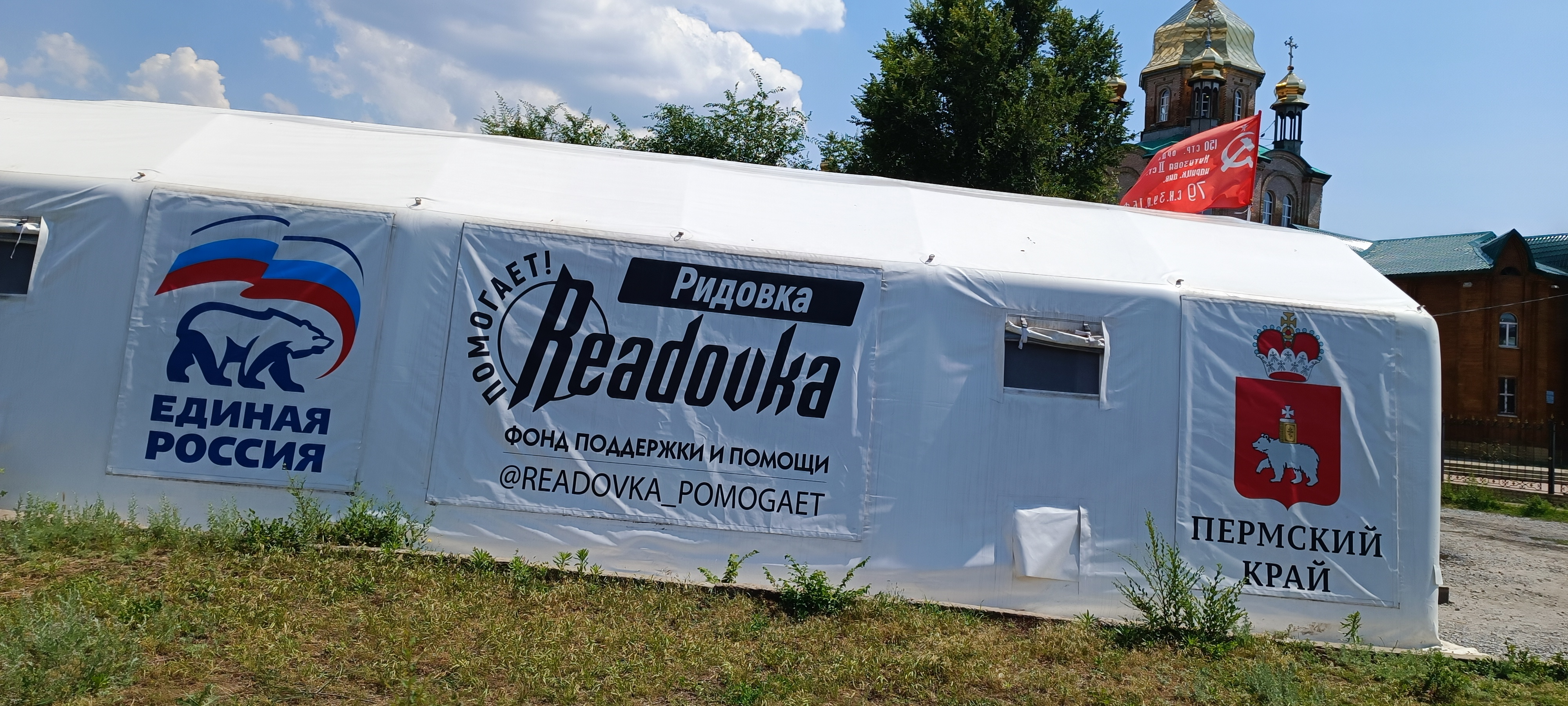
гуманитарная помощь от Readovka и «Единой России» для выживших жителей Северодонецка

3 июля россияне захватили Лисичанск, после чего министр обороны России Сергей Шойгу доложил президенту Владимиру Путину, что вся территория Луганщины перешла под контроль России, однако по состоянию на середину августа под контролем украинских войск оставались 2 села области.

### Украинское контрнаступление
Во время контрнаступления ВСУ в Харьковской области усилились боевые действия и в Луганской области. 12 сентября Сергей Гайдай сообщил об освобождении нескольких сел в области, однако отметил, что не может их называть; 19 сентября ВСУ полностью взяли под контроль Белогоровку неподалёку от Лисичанска.

## Общественное сопротивление
Как и на всех оккупированных Россией территориях Украины, в оккупированных городах Луганщины в течение марта прошли мирные стихийные митинги против оккупантов. 2 марта проукраинский митинг состоялся в Старобельске, 3 марта — в Сватово, 5 марта — в Белокуракино, 6 марта — в Троицком. Митинг в Новопскове, состоявшийся 4 марта, ВС РФ разогнали силой.

## Движение сопротивления
На территории, контролируемой ЛНР, украинское сопротивление действует с 2014 года. В течение 2014—2015 годов Владимир Жемчугов организовал на оккупированных территориях Луганщины несколько диверсий на железных дорогах до тех пор, пока не был схвачен сепаратистами после подрыва на мине.
Одной из целей партизан стали коллаборанты: на чиновников, перешедших на сторону ЛНР, был совершен ряд покушений. Так, в январе 2015 года во время обстрела автомобиля неизвестными лицами на трассе Первомайск-Лисичанск был убит Евгений Ищенко, который был «мэром» оккупированного г. Первомайска. В декабре 2015 года «атаман» подразделения «Донских казаков» Павел Дремов, направляясь на празднование собственной свадьбы, был подорван заложенной в автомобиле взрывчаткой. А в феврале 2017 года в Луганске в результате подрыва автомобиля в центре города был убит Олег Анащенко, начальник управления т. н. «Народной милиции ЛНР».
После начала российского вторжения 2022 года на оккупированных территориях начали распространяться патриотические граффити и антиоккупационные открытки и время от времени происходили диверсии на российских складах боеприпасов и других инфраструктурных объектах, задействованных в обеспечении российских войск, в частности, неподалёку от Сватово. управление железной дорогой и взорванные емкости с топливом в депо.
В конце апреля во время совещания оккупационной власти в городском совете Кременной произошёл взрыв газа, никто не выжил. Правоохранительные органы ЛНР, которые расследовали взрыв считали, что это была диверсия. В Новоайдаре подпольщики убили местного общественного деятеля, передававшего российским военным информацию об проукраинских активистах и ветеранах АТО.
В августе в Беловодске было совершено нападение на назначенного Россией мэра города и его заместителя — автомобиль, в котором они находились, был обстрелян, а сами пассажиры получили ранения. В Старобельске партизаны взорвали автомобиль с другим коллаборантом — начальником местного МРЭО.
16 сентября 2022 года в Луганске в результате срабатывания самодельного взрывного устройства в здании прокуратуры погиб генпрокурор ЛНР Сергей Горенко. Вместе с ним погибла его заместительница. Офис Президента Украины опроверг причастность Украины к убийству коллаборанта, считая его внутренними уголовными разборками.